# Girolamo Segato
Girolamo Segato (13 de junio de 1792, Certosa di Vedana, cerca de Belluno - 3 de febrero de 1836, Florencia), fue un cartógrafo, naturalista, y egiptólogo italiano de principios del siglo XIX.

## Biografía
Trabajó en El Cairo (Egipto) de 1818 a 1823. En 1820, tomó parte en la expedición militar de Ismail, el tercer hijo de Mohamed Alí, a la región de Sennar, en el Sudán oriental. Segato partió de El Cairo el 6 de mayo precediendo a la expedición y llegó a Asuán el 17 de mayo; un mes más tarde llegó a la segunda catarata y a Wadi Halfa, desde donde parte hacia el desierto Arábigo, allí es excluido de la expedición por motivos desconocidos. Segato se dirigió al sur, pasando de la quinta catarata y alcanzando Suakin, en la costa sudanesa del mar Rojo, donde inició el viaje de vuelta a El Cairo el 29 de noviembre visitando los más importantes enclaves arqueológicos y realizando dibujos y relieves que completaron la documentación de la época.
En 1821 llevó a cabo otro viaje en la expedición del prusiano Heinrich Menu von Minutoli al desierto Líbico, llegando al oasis de Siwa. Tras esta expedición exploró Saqqara, principalmente la pirámide de Zoser, de la que descubrió el pozo que conduce a la entrada principal y entró en la pirámide por primera vez, aunque ya había sido saqueada.
En el último periodo de su estancia en Egipto se dedicó a estudios de botánica, química, y a los procesos de petrificación y momificación, a los que se dedicó a su vuelta a Italia en 1823. Su colección de antigüedades se perdió al naufragar el barco que la trasladaba a Europa. Segato se instaló en Florencia, donde desarrolló una técnica similar a la momificación, consistente en una mineralización, llamada erróneamente petrificación, por ello Segato recibió el nombre de Il Pietrificatore (El Petrificador).
Girolamo Segato murió en 1836 a la edad de 43 años, siendo enterrado en la Basílica de Santa Cruz en Florencia.

## Obras
- Saggi pittorici, geografici, statistici, castatali sull'Egitto. Florencia, 1827.
- Carta geometríca della Toscana, accresciuta d'indicazioni ed incisa da Girolamo Sagato. Florencia, 1832.
- Atlante Monumentale dell'Alto e Basso Egitto. Florencia, obra póstuma publicada en 1837.